# Euclides Roxo
Euclides de Medeiros Guimarães Roxo (Aracaju, 10 de dezembro de 1890 — Rio de Janeiro, 21 de setembro de 1950) foi um professor de matemática e diretor do Colégio Pedro II.
Euclides Roxo, diretor do Colégio Pedro II, propôs à Congregação do Colégio, em 1927, uma mudança radical no ensino da matemática, baseando-se na reforma realizada por Felix Klein na Alemanha, onde o ponto principal seria em acabar com a matemática ensinada em partes distintas e separadas (aritmética, álgebra e geometria), ensinando-as conjuntamente sob o nome de matemática. Tal mudança foi apoiada pelo Departamento Nacional de Ensino e da Associação Brasileira de Educação. Em 1929, o decreto 18564 oficializou a proposta de Roxo para o Colégio.
Com o advento da Revolução de 1930, Roxo foi chamado pelo Ministro da Educação e Saúde Francisco Campos para elaborar um projeto de reforma no ensino brasileiro.  O ministro acatou todas as ideias modernizadoras de Roxo, e então a proposta de Roxo foi transformada em Lei Nacional.
Roxo destacava como característica para renovação, a introdução precoce do conceito de função (que deveria ser vista sob a forma geométrica e ser expressa corretamente pelas representações gráficas) no ensino ginasial.
Em 1934, Gustavo Capanema assumiu o Ministério da Educação e Saúde. Roxo mandou uma carta ao ministro  Capanema propondo a manutenção do ensino de funções. Entretanto tal proposta de ensino de funções enfrentou forte resistência da igreja, representada pelo padre Arlindo Vieira. Já o exército apoiou as ideias de Roxo, mas sem mencionar o ensino de funções. Capanema então acatou as ideias de Vieira e o conceito de função no ensino ginasial foi retirado.